# Gyrostemon thesioides
Gyrostemon thesioides är en tvåhjärtbladig växtart som först beskrevs av Joseph Dalton Hooker och som fick sitt nu gällande namn av Alexander Segger George.
Gyrostemon thesioides ingår i släktet Gyrostemon och familjen Gyrostemonaceae. Inga underarter finns listade i Catalogue of Life.